# Diego Lopez I de Haro
Pour les articles homonymes, voir Diego Lopez et Lopez.
Diego López I de Haro (Diego López I de Haro en espagnol), est né vers l'an 1075 et est décédé en 1124. surnommé el Blanco (le blanc), fils de Lope Iñiguez. Il a été le troisième seigneur de Biscaye entre 1093 et 1124.
Il a servi le roi Alphonse VI de Castille et il a été placé dans La Rioja, à côté de García Ordoñez, en combattant contre le Cid, qui était alors ennemi du roi de Castille.
Alphonse VI lui a fait don de la ville de Haro, en incorporant le toponyme de la ville à son nom de famille, probablement pour remercier la faveur royale (non par l'importance du territoire, qui était minuscule en comparaison avec sa possession du Pays basque). Depuis lors on connait la famille sous ce nom. Il a peuplé la ville de Haro, probablement dans la zone de Villabona, et a édifié un château à Haro sans que l'on connaisse sa situation précise.
En 1109, Alphonse VI décède, en laissant les royaumes de Castille et León à sa fille Urraque, veuve depuis deux ans, raison pour laquelle le royaume de la Galice devait passer aux mains de son fils Alphonse âgé de seize ans. Les nobles castillans et Léonais ont imposé à la reine un nouveau mariage. Sans terminer l'année elle a contracté un mariage avec Alphonse d'Aragon, celui qui a décidé de ne pas céder le royaume de la Galice à son gendre, ce qui a donné lieu à des conflits. En 1111 Alphonse Ier a envahi La Rioja, en remplaçant les gouverneurs par des nobles aragonais. A Haro, il a essayé d'assiéger Diego López, bien qu'il paraisse qu'ils soient arrivés à un accord sans arriver à prendre la municipalité. Diego est toujours resté fidèle à Urraque, à des époques où celle-ci était en désunion avec son conjoint, et en contribuant avec ses mesnadas dans les guerres contre les maures quand le mariage était réconcilié.
En 1118 il a combattu aux côtés des forces aragonaises, françaises et navarraises dans la conquête de Saragosse, où entrait Alphonse Ier le 6 janvier 1119.

## Descendance
Il a épousé Doña Almicena, fille du Seigneur de Saint-Jean-Pied-de-Port, avec laquelle il aura :
- Lope Díaz

Il se mariera en secondes noces avec Doña María Sánchez (comme il apparait dans une écriture de 1121).
Il a été le père d'au moins de Lope, Sancho, Fortún et de Gil Díaz.